# شهرستان قراول‌بازار
ناحیهٔ قراول‌بازار (به ازبکی: Qorovulbozor tumani، قاراول‌بازار تومنی) یک ناحیه در ازبکستان است که در ولایت بخارا واقع شده‌است. ناحیه قراول‌بازار ۱۹٬۹۰۰نفر جمعیت دارد.